# 釜山IPark
釜山IPark（韓語：부산 아이파크，一般稱為釜山偶像）是由大宇集团於1979年在韓國釜山成立的。球隊原稱「大宇」（后更名大宇皇家），是K聯賽的創始俱樂部之一。1985–86年亚洲球会锦标赛，大宇皇家以 3–1 擊敗沙烏地阿拉伯的，成為韓國職業足球隊中，第一個奪下亞洲冠軍盃的球隊。

## 历史
球队前身为大宇队，他们在1983年K聯賽第一個賽季奪下亞軍，排名次於哈利路亞。球隊在1983年轉形成職業足球俱樂部；並且改名為「大宇皇家」。改名之後的大宇隊立刻奪下1984年的聯賽冠軍，球隊在1987年及1991年再度奪下聯賽冠軍。在1995年為了響應K聯賽的地方化，球隊在大宇皇家前面冠上「釜山」兩字，成為「釜山大宇皇家」。二度更名後的球隊在1997年拿下隊史上第四座聯賽冠軍。
由於大宇集團在90年代末遭逢財務危機，球隊經營權就易主給I'Park建設，這是一家韓國國內的建設公司，屬於現代集團旗下。球隊也因為經營權易主所以再度更名，成為「釜山I'Cons」（「Cons」代表英文的「建設」，而该球队名称的误译釜山偶像是自“icons”一词翻译而来）。2005年賽季球隊更名为「釜山I'Park」，在2012年賽季球隊再度更名，這一次則是變成了今天所使用的名字「釜山IPark」。
釜山隊在2000年之後的賽季遭遇許多不順，不過2004年在蘇格蘭裔教練伊恩·波特菲尔德帶領之下，球隊贏得韓國足總盃冠軍。六個月之後，釜山隊接著之前的氣勢贏得2005年賽季上半季的冠軍。不過下半季卻發生大逆轉，球隊積分墊底。球隊最後在季後賽四強也不敵仁川聯。雖然2005年在國內下半季成績慘澹，但2005年釜山隊打入到亚洲冠军联赛四強。
釜山隊於2015年降班至挑戰K聯賽。
2019年12月8日，韓國K聯賽升級附加賽，釜山IPark客場2-0擊敗了慶南FC，總比分2-0淘汰對手，2015年降級後時隔4年，終於返回了韓國頂級聯賽的舞台，而且連續三年闖入升降級附加賽，前兩年均遭失利後，2019年，他們終於修成正果。一年後球隊再次降班至K聯賽2。

## 榮譽
- K聯賽：1984, 1987, 1991, 1997
- 韓國足總杯：2004
- 韓國聯賽杯：1997阿迪達斯杯, 1997專業規格, 1998
- 亚足联亚洲俱乐部锦标赛：1986 (当前亚洲冠军联赛精英赛的前身)
- 亚足联非洲亚洲俱乐部锦标赛 : 1986

## 贊助商
體育用品
- 1983–92：Adidas
- 1993–95：Erima
- 1996–98：Adidas
- 1999：Fila
- 2000–03：Nike
- 2004：Kappa
- 2005–06：Hummel
- 2007–11：Fila
- 2012–13：Puma
- 2014–現時：Adidas

球衣廣告
- 1997-1999：Leganza
- 2000-2003：I'Park
- 2004：Dynamic Busan（活力釜山）
- 2005：Dynamic Busan、釜山APEC2005年及I'Park
- 2006：I'Park

## 外部連結
-  官方網站 （页面存档备份，存于）
-  Facebook （页面存档备份，存于）
-  Twitter （页面存档备份，存于）

| 成就                  | 成就                   | 成就            |
| --------------------- | ---------------------- | --------------- |
| 前任： 特拉維夫馬卡比 | 亞洲聯賽冠軍盃 1985-86 | 繼任： 古河電工 |